# 심재민 (1953년)
심재민(沈在敏, 1953년 5월 24일 ~ 2010년 11월 20일, 광주)은 대한민국의 기초단체장, 공무원, 정치인, 언론인이었다. 2004년 광주광역시장 권한 대행을 지냈다.

## 학력
- 본량서초등학교 졸업
- 광주서중학교 졸업
- 광주제일고등학교 졸업
- 1972년 한양대학교 경제학과 학사
- 1985년 미국 위스콘신 매디슨 대학교 대학원 행정학 석사
- 1992년 한양대학교 대학원 경제학 박사

## 생애
- 1976년 제18회 행정고시 합격
- 1993년 1월 18일 ~ 1994년 1월 3일 제37대 광양군수(광양시장)[1]
- 1994년 ~ 1996년 청와대 행정수석실 행정관
- 1996년 내무부 공기업과장
- 1997년 내무부 재정경제과장
- 1998년 ~ 2000년 청와대 법무비서관실 행정관
- 1998년 행정자치부 지역정보화재단 사무국장
- 2000년 행정자치부 국가전문행정연수원 자치행정연수부장
- 2001년 중앙공무원교육원 교수부장
- 2001년 12월 29일 ~ 2004년 9월 30일 제5대 광주광역시 행정부시장
- 2004년 1월 30일 ~ 2004년 7월 26일 광주광역시장 권한대행[2][3][4]
- 2004년 10월 ~ 2007년 9월 국민고충처리위원회 상임위원
- 대통합민주신당 중앙선대위원회 조직위원회 부위원장
- 대통합민주신당 차별없는성장위원회 광주지역본부 공동 본부장
- 대통합민주신당 가족행복위원회 광주지역본부 본부장
- 2008년 9월 30일 아시아경제신문 부사장[5]
- 2008년 11월 18일 광남일보 사장[6][7]